# Teatro Civico (Merano)
Il Teatro Civico di Merano (Stadttheater Meran in tedesco), conosciuto anche come Teatro Puccini, è un teatro inaugurato nel 1900 a Merano su progetto dell'architetto Martin Dülfer (1859-1942) di Monaco di Baviera.
Esso si contraddistingue per le forme eclettiche da fine secolo, ispirate all'Art Nouveau e allo Jugendstil internazionali. Il teatro è stato successivamente, nel periodo del fascismo, intitolato a Giacomo Puccini.
Dopo un restauro complessivo che si è concluso nel 2025, è considerato uno degli edifici più significativi del primo Novecento a Merano. È gestito dall'"Ente gestione teatro e Kurhaus" (Meraner Stadttheater- und Kurhausverein), dal comune di Merano e dall'azienda di soggiorno. Ospita rappresentazioni teatrali sia in lingua tedesca che in lingua italiana, nonché concerti, spettacoli musicali e saggi di danza.